# Bohdan Korzeniewski
Bohdan Korzeniewski (ur. 12 kwietnia 1905 w Siedlcach, zm. 5 września 1992 w Warszawie) – polski reżyser, krytyk i historyk teatru, tłumacz, pisarz i pedagog.

## Życiorys
Urodził się w rodzinie Józefa, urzędnika sądowego, i Stanisławy z domu Borell, nauczycielki. Początkową naukę pobierał w domu. W 1925 ukończył Gimnazjum Matematyczno-Przyrodnicze w Siedlcach i zdał maturę, a w 1930 Wydział Humanistyczny Uniwersytetu Warszawskiego. Podczas studiów należał do Akademickiego Związku Młodzieży Socjalistycznej. W latach 1932–1938 z przerwami pracował w Bibliotece Narodowej. W latach 1933–1934 przebywał we Francji na stypendium ufundowanym przez Fundusz Kultury Narodowej. Od 1934 wykładał historię teatru w PIST, co kontynuował na tajnych kompletach w czasie okupacji niemieckiej. Wraz z Leonem Schillerem był współzałożycielem podziemnej Tajnej Rady Teatralnej. Więziony w niemieckim obozie koncentracyjnym Auschwitz-Birkenau, skąd został jako jeden z nielicznych zwolniony dzięki zabiegom międzynarodowym. Powstanie warszawskie spędził w Warszawie, głównie w Bibliotece Uniwersytetu Warszawskiego, gdzie był zatrudniony. Za zgodą władz niemieckich w styczniu 1945 ratował dobytek BUW.
Po wojnie działał w komisji weryfikującej aktorów, grających w dozwolonych przez okupanta, a potępianych przez władze podziemne jawnych spektaklach z lekkim repertuarem. Przypomniał to w felietonie opublikowanym w maju 2004 w „Tygodniku Powszechnym” Czesław Miłosz, zowiąc to tropieniem czarownic.
Od 1946 był profesorem PWST, wieloletnim dziekanem Wydziału Reżyserii. Łączył tę pracę z funkcjami dyrektora i kierownika artystycznego wielu teatrów, m.in. Narodowego i Polskiego w Warszawie. W 1947 doktoryzował się na podstawie rozprawy Wojciech Bogusławski w latach powstawania Teatru Narodowego. W latach 1948–1980, głównie w teatrach warszawskich i krakowskich, wyreżyserował samodzielnie i we współpracy, dokonał inscenizacji, adaptacji lub opracowań, a także opiekował się łącznie 67 wystawieniami sztuk teatralnych. Były to głównie dramaty klasyczne, z których wydobywał i ukazywał we współczesnym sobie kontekście wartości intelektualne, racjonalizm, satyrę i szyderstwo. Do dziś za jedną z najgłośniejszych jego prac uważany jest debiut reżyserski z 1948 – wystawienie sztuki Szkoła żon Moliera. We wspomnieniach aktorów, np. Andrzeja Łapickiego, jawił się jako człowiek, który zawsze dbał o staranną, poprawną polszczyznę, piękno myśli i formę wypowiedzi.
W 1956 razem z Antonim Bohdziewiczem wyreżyserował pierwszą powojenną ekranizację Zemsty Aleksandra Fredry. Wystawił też trzy sztuki w Teatrze Telewizji. Tłumaczył dzieła literatury rosyjskiej i francuskiej, m.in. Moliera.
Od 1956 współredaktor – ze Zbigniewem Raszewskim – Pamiętnika Teatralnego. W latach 1955–1970 pełnił funkcje prezesa Polskiego Ośrodka Międzynarodowego Instytutu Teatralnego, a od 1970 – prezesa honorowego.
23 sierpnia 1980 roku dołączył do apelu 64 uczonych, pisarzy i publicystów do władz komunistycznych o podjęcie dialogu ze strajkującymi robotnikami.
Dwukrotnie żonaty. Pierwszą żoną była Ewa z domu Rostkowska (1910–1983), polonistka, z którą miał córkę Małgorzatę (zm. 1977) i syna Tomasza. Drugą żoną została Anna Kuligowska-Korzeniewska.
Zmarł w Warszawie, pochowany na cmentarzu komunalnym w Piasecznie (sektor F3-10-13).

## Dorobek twórczy
- teatralny
  - 1948 Molier Szkoła żon 2 razy
  - 1948 Aleksandr Suchowo-Kobylin Śmierć Tariełkina
  - 1948 Jean Giraudoux Amfitrion 38
  - 1949 Jean Giraudoux Amfitrion 38
  - 1949 Aleksander Fredro Mąż i żona
  - 1950 Molier Don Juan
  - 1951 Juozas Baltušis Pieją koguty
  - 1951 Stefan Żeromski Grzech
  - 1952 Nikołaj Gogol Rewizor
  - 1952 Aleksander Fredro Mąż i żona inscenizacja, reżyseria Jan Świderski
  - 1952 Franciszek Zabłocki Fircyk w zalotach reżyseria z Jackiem Woszczerowiczem
  - 1953 Aleksander Fredro Mąż i żona inscenizacja, reżyseria Eugeniusz Aniszczenko
  - 1953 Juozas Baltušis Pieją koguty opracowanie, reżyseria Julia Iberle
  - 1953 Aleksander Fredro Zemsta
  - 1953 Stefan Żeromski Grzech inscenizacja, reżyseria Adam Hanuszkiewicz
  - 1954 Stefan Żeromski Grzech inscenizacja, reżyseria Janina Orsza-Łukasiewicz
  - 1954 Mikołaj Pogodin Człowiek z karabinem
  - 1955 Molier Don Juan
  - 1956 Molier Szkoła żon
  - 1956 George Bernard Shaw Święta Joanna
  - 1956 Jean Giraudoux Amfitrion 38 inscenizacja, reżyseria Andrzej Dobrowolski
  - 1957 Molier Don Juan (wznowienie)
  - 1957 Aleksander Fredro Mąż i żona
  - 1958 Molier Szkoła żon
  - 1958 Jean Giraudoux Wariatka z Chaillot
  - 1958 Jean Giraudoux Nie będzie wojny trojańskiej
  - 1959 Zygmunt Krasiński Nie-Boska Komedia
  - 1960 William Szekspir Sławna historia o Troilusie...
  - 1960 William Szekspir Makbet
  - 1961 Aleksandr Suchowo-Kobylin Śmierć Tariełkina
  - 1961 Aleksandr Suchowo-Kobylin Sprawa
  - 1962 Eurypides Medea opieka reżyserska, reżyseria Jerzy Markuszewski
  - 1962 Stefan Żeromski Grzech inscenizacja, reżyseria Ryszarda Hanin
  - 1962 Aleksander Fredro Mąż i żona inscenizacja, reżyseria Czesław Wołłejko
  - 1962 Molier Don Juan
  - 1963 Aleksander Suchowo-Kobylin Sprawa
  - 1963 Giacomo Puccini Gianni Schicchi
  - 1963 Aleksander Fredro Mąż i żona
  - 1963 Béla Bartók Zamek księcia Sinobrodego
  - 1963 Adam Mickiewicz Dziady
  - 1963 Antoni Czechow Iwanow opieka reżyserska, reżyseria Andrzej Ziębiński
  - 1964 Władimir Majakowski Łaźnia
  - 1964 Stefan Żeromski Wierna rzeka opieka reżyserska, reżyseria Jerzy Wróblewski
  - 1965 William Szekspir Sławna historia o Troilusie...
  - 1966 Ilja Erenburg Burzliwe życie Lejzorka Rojsztwańca opieka reżyserska, reżyseria Zdzisław Leśniak
  - 1967 Isaak Babel Zmierzch
  - 1968 Molier Łotrostwa Skapena
  - 1969 Stanisław Wyspiański Sędziowie opieka artystyczna, reżyseria Wojciech Jesionka
  - 1969 Eurypides Ifigenia w Aulidzie opieka artystyczna, reżyseria Wojciech Jesionka
  - 1970 Molier Łotrostwa Skapena
  - 1970 Ecaterina Oproiu Nie jestem wieżą Eiffela opieka reżyserska, reżyseria Jacek Gruca
  - 1970 Carlo Gozzi Księżniczka Turandot opieka reżyserska, reżyseria Wojciech Jesionka
  - 1971 Jean Genet  Pokojówki opieka reżyserska, reżyseria Henryk Baranowski
  - 1971 Christopher Marlowe Tragiczne dzieje dra Fausta
  - 1972 Nikołaj Gogol Nos
  - 1973 Tadeusz Nowak A jak królem, a jak katem będziesz opieka reżyserska, reżyseria Janusz Nyczak
  - 1974 Pierre Beaumarchais Wesele Figara
  - 1975 Jan Drda Igraszki z diabłem opieka reżyserska, reżyseria Bohdan Cybulski
  - 1975 Aleksandr Suchowo-Kobylin Śmierć Tariełkina
  - 1976 Molier Grzegorz Niezguła
  - 1977 Molier Świętoszek
  - 1978 Molier Grzegorz Niezguła
  - 1979 Aleksander Fredro Mąż i żona
  - 1979 William Szekspir Sen nocy letniej
  - 1980 Stanisław Ignacy Witkiewicz Gyubal Wahazar

- literacki
  - 1966 Spory o teatr
  - 1973 O wolność dla pioruna w teatrze
  - 1989 Książki i ludzie

## Ordery i odznaczenia
- Order Sztandaru Pracy II klasy (1959)[4]
- Krzyż Oficerski Orderu Odrodzenia Polski (19 lipca 1954)[5]
- Krzyż Kawalerski Orderu Odrodzenia Polski (22 lipca 1953)[6]
- Złoty Krzyż Zasługi (11 lipca 1955)[7]
- Medal 10-lecia Polski Ludowej (19 stycznia 1955)[8]
- Krzyż Armii Krajowej[1]
- Order Sztuki i Literatury (Francja, 1964)[4]